# Джет Грув
Джет Грув (англ. Jet Groove, самолёт-прелесть, самолёт-блеск) — французский комедийный криминально-драматический мультсериал о жизни стюардесс и пилота. Создан в 2006 году режиссёром Тьерри Сапином (фр. Thierry Sapyn).

## Сюжет
Сюжет представляет собой цепочку происшествий в жизни 6 персонажей, поневоле ставших членами экипажа сверхсовременого и роскошного воздушного суперлайнера «Уимс» (англ. «Whims», «Каприз», описательное название англ. Jet Groove).
Шестеро членов банды грабителей «Асы кассы» однажды попытались ограбить казино обладателя несметных богатств Мартина Крауна и были схвачены его службой безопасности. Краун не передал их в полицию, но под страхом смерти обратил преступников в фактическое рабство, пользуясь их бесплатным трудом как компенсацией за попытку ограбления. Он запер их на своём авиалайнере на неопределённый срок в качестве экипажа.
Отсутствие у «Ассов кассы», и в частности, у пилота Шона, авиационного образования не мешает этому. «Уимс» настолько технологически совершенен, что не нуждается в пилоте даже в момент взлета или посадки. А в редких случаях, когда вмешательство человека необходимо, ответственность на себя берет Камелия, которая разбирается в технике.
Самолёт служит воздушным такси только избранным представителям высших классов, билеты на него сверхдороги. На нём летают и ведут беззаботную сладкую жизнь богатейшие люди со всей планеты, миллионеры и миллиардеры, звёзды и другие знаменитости. Сюда нет доступа простым смертным. В каждой серии Краун заставляет экипаж выполнять малейшие прихоти и решать странные проблемы пассажиров, находящихся на борту «Уимса». Неудача грозит страшными карами со стороны разгневанного миллиардера.
Лишившись свободы и общения с родными и близкими, члены экипажа отчаялись, но постепенно сплотились и стали настоящей семьёй.

## Персонажи
Экипаж «Уимса». Униформа: фиолетовые пиджаки и брюки и сиреневые рубашки у мужчин, розовые пиджаки и юбки у женщин. 
- Шон — англичанин. Командир и пилот самолета, хотя и не имеет никакой специальной подготовки. Не очень умный, но весёлый и задорный. Помешан на девушках и на знакомствах, свободное время проводит, пытаясь соблазнять каждую красивую пассажирку, но всегда безуспешно. У него внешность плейбоя, коротко стриженные белые или седеющие волосы, серые глаза. Носит солнцезащитные очки.
- Инь — китаянка, стюардесса. Самая умная и внимательная. Внешне безэмоциональна, но иногда проявляет свой резкий характер. Владеет искусством массажа и боевыми искусствами. Тёмно-синие короткие волосы, чёрные глаза, зелёные тени, бледная кожа, бордовая помада. На спине имеется татуировка.
- Камелия — афро-американка, стюардесса. Умна, обаятельна, очень властный характер. Настоящий лидер и неофициальный командир экипажа. Часто попрекает Линду. Специалист по технике. Чёрные волосы, собранные в хвост, карие глаза, розовые тени, коричневая помада, всегда носит серьги в виде треугольника, собранного из 3 маленьких треугольников.
- Линда — блондинка, француженка, стюардесса. Немного глуповата, все принимает за чистую монету, но очень обаятельна. Её прическа похожа на купол, она голубоглаза. Голубые тени, розовая помада под цвет униформы, бледная кожа. Пожилые люди обожают ее.
- Тони — сицилиец, принадлежит к влиятельному мафиозному клану. Повар «Уимса», предпочитает итальянскую кухню. Очень обаятелен, хитёр, умён. Ярко выраженное чувство чести усложняет ему жизнь. У него зелёные глаза, чёрные короткие волосы. Пассажирам нравится его мрачное очарование.
- Диджи — индиец. Бармен «Уимса», известен отличными коктейлями. Характер ласковый. Гомосексуален, не скрывает этого и не стесняется флиртовать с мужчинами, хотя и не всегда безошибочно опознает подходящих. Искусный карманник. Тёмная кожа, чёрно-синие волосы, борода, голубые глаза.

Другие постоянные персонажи
- Мартин Краун (мистер Краун) — миллиардер, владелец самолёта «Уимс». Строг и жесток, безжалостен к экипажу, любит его запугивать. Тем не менее, всё время улыбается и имеет публичный образ популярного человека и филантропа. Коричневые волосы, один глаз зелёный, другой голубой. Белый костюм.
- Охранники Крауна. Многочисленные сотрудники службы безопасности (частной армии). Похожи друг на друга. Белые костюмы.

## Серии
| Оригинальное название                         | Русское название             |
| --------------------------------------------- | ---------------------------- |
| Une affaire de famille                        | Семейное дело                |
| L’homme de Rio                                | Человек из Рио               |
| Shabirah                                      | Шабира                       |
| Jour de chance                                | Удачный день                 |
| Mamma mia                                     | Ой, мамочка                  |
| Y a-t-il un pauvre dans l’avion ?             | Есть в самолете бедный?      |
| Miss Whims                                    | Мисс Уимс                    |
| Miss Belinda et le président                  | Мисс Белинда и президент     |
| La grande évasion                             | Великий побег                |
| La belle et le vieillard                      | Красавица и старик           |
| Mortel tandoori                               | Смертельный тандури          |
| Karaoké fatal                                 | Роковое караоке              |
| Les Jets à la barre                           | Экипаж подает в суд          |
| Le mot en «B»                                 | Слово на букву «Б»           |
| Le vol du Whims                               | Похищение «Уимса»            |
| La mariée, le kid et le milliardaire          | Невеста, боксер и миллиардер |
| Opération noix de coco                        | Операция «Кокос»             |
| Draculair                                     | Дракулёт                     |
| Disco jet                                     | Диско джет                   |
| Le ventre du whims                            | Чрево «Уимса»                |
| Jean-Pierre                                   | Жан-Пьер                     |
| La vengeance de Camélia                       | Месть Камелии                |
| Cœurs brisés sous les palmiers                | Разбитые сердца под пальмами |
| Les révoltés du Whims                         | Мятеж на «Уимсе»             |
| La fièvre jaune                               | Желтая лихорадка             |
| Bimoteurs, caméras, actions ! / Whims Academy | Академия «Уимса»             |

## Художественные особенности
- Каждый герой наделён своим собственным характером, внешностью и национальностью.
- Своеобразный дизайн персонажей и фонов принадлежит художнику-постановщику Рихарду Зеленкевичу (фр. Richard Zielenkiewicz), который работает под пседовнимом «Месье Z» (фр. Monsieur Z).

## Трансляции
- Франция: France 2; Mangas (фр. Mangas); Air, l'autre télé (фр. Air, l'autre télé).
- Россия: 2x2 , Муз-ТВ